# Cómo funciona Wikipedia
¿Cómo funciona Wikipedia (y cómo puedes ser parte de ella?), en inglés: How Wikipedia Works (And How You Can Be a Part of It) es un libro de 2008 escrito por Phoebe Ayers, Charles Matthews y Ben Yates. Es un guía de referencias para usar y contribuir con la enciclopedia Wikipedia dirigida a «estudiantes, maestros, y expertos y fanáticos de siempre». Ofrece secciones específicas para maestros, usuarios experimentados e investigadores.
Cómo funciona Wikipedia fue publicado por No Starch Press como parte de su serie de guías técnicas. El sitio de noticias The Register lo nombró «una gran fuente única de información acerca de una fuente única de información del mundo». El libro fue publicado bajo la licencia de documentación libre de GNU y fue diseñado más como una obra de referencias que una guía, con bibliografías detalladas en cada sección.